# Хроника немогуће државе
Хроника немогуће државе је књига југословенског и босанскохерцеговачког политиколога, политичког аналитичара, социолога, доктора и професора политичких наука, публициста, члана Сената Републике Српске Ненада Кецмановића (1947) која је објављена 2017. године у издању "Catenе mundi" из Београда.
Књигом Хроника немогуће државе аутор је покушао да објасни босанско-херцеговачкие прилике.

## Аутор
Ненад Кецмановић је рођен 1947. године у Сарајеву. По струци је социолог и политиколог. Од 1992. године живи у Београду. Пише и уређује колумне у дневним новинама Политика и руском сајту ФСК.Почасни је доктор Универзитета у Мичигену и члан Руске академије политичких наука.

## О књизи
Хроника немогуће државе је својеврсни наставак књиге Немогућа држва објављене 2007. године.

### Немогућа држава
Поводом Десетогодишњице Републике Српске Кецмановић је написао књигу Немогућа држава, сабрану од 48 чланака, у бањалучком издању (Глас Српске, 2007), исте године и у београдском издању (Филип Вишњић, 2007). Временом се хипербола из наслова претворила у реалност БиХ.

### Хроника немогуће државе
Текстови сабрани (после десет година) у новој књизи Хроника немогуће државе представљају Кецмановићеве недељне коментаре појава и догађаја у БиХ и Републици Српској од августа 2011. до краја децембра 2015. године.Коментари су излазили понедељком у издању београдског Преса за Републику Српску.
Као и претходна, и ова књига, поставља основно питање: зашто БиХ нема шансе да постане самоодржива суверена држава заснована на базичном консензусу свих конститутивних народа? Аутор је са овом књигом наставио тамо где се Немогућа држава пре десет година завршила и успоставила континуитет са претходном монографијом.
О приликама у Босни и Херцеговини аутор говори у 200 кратких текстова. Текстови представљају политиколошке есеје, невеликог обима и једноставаног стила. 
Текстови су подељени и груписани хронолошки по годинама:
- 2011. година - Бошњчки мазохистички парадокс
- Повратак на почетак?
- Фарукове (хипо)тезе
- Безусловно Борјана
- Критика на реакцију или нешто више?
- Ко коме више не/верује?
- Повратак на почетак?
- Ефендија Мустафа и друг Златко
- Затишје пред буру
- Инцко и Мун за јаку РС?
- Докле ће да нас гњаве?
- Мучна преиспитивања "чињеница"
- Закаснело, али добродошло признање
- Федерација се припаја Републици Српској
- Јасуши Акаши
- Саветник Арие
- Реисови шејтанлуци
- Поводом Дана Републике
- Анте у Босни
- Зелене "французице"
- Срећан вам пут
- 2012. година - Бакат политичких аманета
- Што је баби мило
- Благданске поруке узоритог
- Златков успех
- Јубилеј као тест
- Последњи председник ЦК
- Консензус о насељавању вехабија
- Додик као опсесија
- Време "нових" истина
- Босанско пролеће
- Поводом 1. марта
- Ко оно беше Харис?
- Ето Зокија! Ето бабе!
- Добрица нема лоше намере
- Ваља или не ваља - 100 одсто
- Мрске столице из Пазове
- Будућност БиХ у пет верзија
- Реалнији сценарији за 2025.
- Да ли је могло другачије
- Књига Свони Хант
- Торвалдово признање
- Поруке из "стратешке дубине"
- Избори у матици
- Шта САД очекује преко Томе у РС
- Коме и зашто у Београду сметају Република Српска и Милорад Додик?
- Сомун се поједе због вука
- Данке, Српска
- У један, али усаглашен глас
- Алијин аманет Таипу
- Два света, а један ентитет
- Колапс бошњачке политике
- Мариндворски циркусплац
- Србија и босански Бошњаци
- Бакат политичких аманета
- Протекторат или провинција
- Нека нова виђења Босне
- Равноправни и доминантни
- Нека нама реис-ефендије!
- Един И Данис: Устав за Оскара
- Алахиманет Сарајево
- Шта је народ поручио
- Шарм изборнр демократије
- Социјалдемократија на делу
- Комплекс звани Београд
- БиХ са војском или без ње?
- Политичари и народи
- Бошњаци уочи пописа
- Вебер и Бесинер
- Дејтон и АВНОЈ
- Кејси или Робертс?
- Пепи брани Сарајево
- Сећање на осниваче
- Година злослутног броја
- 2013. година - Источно и блискоисточно Сарајево
- Цена мегапрестојавања
- Између Чавеза и беванде
- "А они мени неме Босне"
- Организовани дармар
- Тајна операција "Врандук"
- Смешне завере
- Инат празници
- Дамаск и Сарајево
- Белгијски модел и алтернативе
- Прича "Вашингтон поста" са поентом
- "Сарајевски процес" и прикљученија
- Немаалтернативе
- Проблем се крије тамо где није
- Српска посла Косова
- Шта је сарајево?
- Кемо О Босни за Политику
- Поданички менталитет
- Кад ли ће доћи Тобе
- Реприза или генерална проба
- Ко дира нашег Тајипа
- Суљагић као "специјални догађај"
- Поруке на растанку
- Наши брижни Б. П.
- Још мало о нашим Б. П.
- Мали а средовечни вук
- Рамазанске занимљивости
- Шемсо и муџахедини
- Метална плоча за професора
- Ирци, Каталонци и Срби
- Са Хрватима или Бошњацима
- Морални идеализам
- Прозирна тајна
- Били, Седи и Медли
- Збуњивање и пописивање
- "Сејдић - Финци" или Жељко Комшић
- Потрошен капитал поверења
- Шта није Турска"
- Коме звона звоне на Оксфорду
- Рахметли Алија деценију касније
- Валентино
- Метафизика празника
- Излаз из ћорсокака
- Њихов Фердинанд и наш Принцип
- Сад нам је ипак лакше
- Срећна вам нова предизборна
- 2014. година - Република Српска између Матице и Матушке
- Шта ће утицати на изборе
- Ура за Словенце
- Честитка са лешевима
- Принциоијално о Принципу
- Решење или, ипак, проблем
- Детонатор није упалио
- "Има нека тајна веза..."
- Теорије завере
- Допринос Шарповом методу
- Биљка демоккратије у Босни
- Од "малог" до "ниског"
- Нови приступ Босни
- Ђипингова порука
- НАТО и зубна паста
- Између мајке и матице
- Дејтонизација Украјине
- Вучић у Сарајеву
- Бивши реис-ул-улема на челу БиХ
- Преокрет тренда
- Машала, Дино
- (Не)продуктивни раскораци
- Исконструисана дисонанца
- Мехтер банда, зурле и добоши
- Дежа ви
- Јуниорово срце
- Недовршени послови у БиХ
- Додици, Петричи и Топићи
- Тајна Господске улице
- Бој у запуштеном дворишту
- Танасковићеви белези у Српској
- Исход пре избора
- "Нови муслимани" у акцији
- Изборна слагалица
- У Босни све остало исто
- Велика Британија и мала Српска
- Сарајевски дух
- Постизборна кампања
- Прво Дејтон, а после Брисел
- Накнадна памет Изетбеговића јуниора
- Муке мандатарске
- Са Запада ништа ново
- Српска на Јадрану
- 2015. година - Српски референдум опаснији од исламског тероризма
- Савет за Амере и Немце
- Шта би Кеби?
- Амбасадоркин гаф
- Бисеркини бисери
- Три Републике Српске
- Ризик "реинтеграције"
- Неваљали др Карајлић
- Шаја, Тајип, Бакир и Обрад
- Изјава оца генекса НАТО
- Дан геноцида
- Снага једне предрасуде
- Занимљива промена
- Одузимање права на сећање
- Исламски тероризам или бошњачка освета
- Љубав за љубав, а сир
- Тињајуће ватре БиХ и БЈЕРМ
- А камо Бакира на српским Гробљима?
- Кад оно, међутим
- Марко и Латинка
- Резолуција и прикљученија
- Поруке аусријске колумнисте
- Денис Инцку о референдуму
- Бакир у Београд, Бакир из Београда
- Мудри посланик Здравко
- Ко стварно дугује извињење
- Последњи поздрав
- Докле ће крава преживети
- Сеоба народа као пројекат
- Избеглице - можда ипак и у БиХ
- Или референдум или "скувана жаба"
- "Допронос" четврте стране
- ЕУ на референдуму у РС
- Тонијево извињење
- "Нови филозоф" са старом причом
- Премијер Вучић и Патријарх Иринеј у РС
- Ризик антитерористичког удруживања
- Сарајево - од ђеде до деде
- Референдум опаснији од тероризма
- Сведочење у корист генерала
- О условима нормализације